# بلک‌بری (فیلم)
بلک‌بری (انگلیسی: BlackBerry) یک فیلم زندگینامه ای کمدی-درام کانادایی محصول ۲۰۲۳ دربارهٔ تاریخچه خط تلفن‌های همراه بلک‌بری است. این به کارگردانی مت جانسون بر اساس فیلمنامه ای از جانسون و متیو میلر، تهیه‌کننده، که برگرفته از کتاب قطعی سیگنال: داستان ناگفته پشت ظهور خارق‌العاده و سقوط تماشایی بلک‌بری نوشته ژاکی مک‌نیش و شان سیلکوف اقتباس شده‌است. جی باروشل و گلن هاوتون به ترتیب ایفاگر نقش‌های اصلی مایک لازاریدیس و جیم بالسیلی بوده‌اند.
بلک‌بری در رقابت در هفتاد و سومین جشنواره بین‌المللی فیلم برلین در ۱۷ فوریه ۲۰۲۳ به نمایش درآمد. این فیلم مورد تحسین منتقدان قرار گرفته‌است.

## داستان
این فیلم روایتگر داستان ظهور پرفروغ و افول فاجعه‌بار اولین شرکت تولیدکننده گوشی هوشمند جهان است.

## بازخورد
بلک‌بری در وبگاه راتن تومینوز، بر اساس ۱۵۵ نقد، با میانگین امتیاز ۷٫۹/۱۰، دارای امتیاز ۹۸ درصد است. اجماع منتقدان چنین می‌گوید: «بلک‌بری با هوشی به اندازه طنزش، نگاهی فوق‌العاده سرگرم‌کننده به ظهور و سقوط یک ابزار تعیین‌کننده نسل می‌اندازد». در متاکریتیک، فیلم بر اساس ۳۷ منتقد، امتیاز ۸۰ از ۱۰۰ را دریافت کرده‌است که نشان‌دهنده «بررسی‌های عموماً مطلوب» است.
در ژوئن ۲۰۲۳، تنها چند ماه پس از اکران، بری هرتز از گلوب اند میل این فیلم را به عنوان یکی از بهترین ۲۳ فیلم کمدی کانادایی که تا کنون ساخته شده‌است، معرفی کرد.